# Comuna Turnu Roșu, Sibiu
Turnu Roșu (în maghiară: Porcsed, în germană: Porkendorf) este o comună în județul Sibiu, Transilvania, România, formată din satele Sebeșu de Jos și Turnu Roșu (reședința).

## Politică și administrație
Comuna Turnu Roșu este administrată de un primar și un consiliu local compus din 11 consilieri. Primarul, Andreea-Cornelia Anghel[*], de la Alianța Dreapta Unită, este în funcție din 1 noiembrie 2024. Începând cu alegerile locale din 2024, consiliul local are următoarea componență pe partide politice:
|  | Partid                    | Consilieri | Componența Consiliului | Componența Consiliului | Componența Consiliului | Componența Consiliului |
|  | ------------------------- | ---------- | ---------------------- | ---------------------- | ---------------------- | ---------------------- |
|  | Partidul Social Democrat  | 4          |                        |                        |                        |                        |
|  | Alianța Dreapta Unită     | 4          |                        |                        |                        |                        |
|  | Partidul Național Liberal | 2          |                        |                        |                        |                        |
|  | Nicolae Cristian-Ioan     | 1          |                        |                        |                        |                        |

## Atracții turistice
- Mănăstirea Turnu Roșu
- Monumentul Eroilor din satul Turnu Roșu
- Muzeul satului din Turnu Roșu
- Rezervația naturală "Calcarele eocene de la Porcești"

## Primarii comunei
- 1996[4] - 2000 - Păun Alexandru, de la PDSR
- 2000[5] - 2004 - Păun Alexandru, de la PDSR
- 2004[6] - 2008 - Păun Alexandru, de la PSD
- 2008[7] - 2012 - Stelian Istrate, de la PC
- 2012[8] - 2016 - Stelian Istrate, de la USL
- 2016[9] - 2020 - Stelian Istrate, de la PALD

## Demografie
| Comuna Turnu Roșu - evoluția demografică \| \| Graficele sunt indisponibile din cauza unor probleme tehnice. Mai multe informații se găsesc la Phabricator și la wiki-ul MediaWiki. \| Date: Recensăminte sau birourile de statistică - grafică realizată de Wikipedia | |
| | Graficele sunt indisponibile din cauza unor probleme tehnice. Mai multe informații se găsesc la Phabricator și la wiki-ul MediaWiki. |

Componența etnică a comunei Turnu Roșu
     Români (92,82%)
     Romi (1,07%)
     Alte etnii (6,11%)
Componența confesională a comunei Turnu Roșu
     Ortodocși (92,35%)
     Alte religii (0,73%)
     Necunoscută (6,92%)
Conform recensământului efectuat în 2021, populația comunei Turnu Roșu se ridică la 2.340 de locuitori, în scădere față de recensământul anterior din 2011, când fuseseră înregistrați 2.415 locuitori. Majoritatea locuitorilor sunt români (92,82%), cu o minoritate de romi (1,07%). Din punct de vedere confesional, majoritatea locuitorilor sunt ortodocși (92,35%), iar pentru 6,92% nu se cunoaște apartenența confesională.